# ويليام بيتش لورانس
ويليام بيتش لورانس (بالإنجليزية: William Beach Lawrence)‏ هو محامي ومؤلف وكاتب وسياسي أمريكي، ولد في 23 أكتوبر 1800 في نيويورك في الولايات المتحدة، وتوفي بنفس المكان في 26 مارس 1881.